# Мансур-бий
Мансур (тат. Мансур би; казнён 1427) — старший сын Идигу и дочери Койричака Суйдуним-ханум, бий Ногайской орды с 1419 года. Согласно завещанию своего отца, поддерживал Сибирского хана из рода Шибанидов Хаджи-Мухаммада в борьбе за власть в бывшей Золотой орде, который с помощью ногайцев захватил власть в восточном Деште, но, провозгласив себя ханом Золотой Орды, фактически и не пытался бороться за Поволжье. В это время в западной части бывшей Золотой Орды шла активная борьба за власть, в которой стал одерживать верх Барак, сын Койричака, внук Урус-хана, который пользовался значительной поддержкой в Синей Орде. Мансур оказал ему решительную поддержку силами ногайцев, в результате конкурент Барака Улу-Мухаммед укрылся в Литве у Витовта. Мансур же стал бекляри-беком при Бараке. Однако Барак встретил в борьбе за власть на Западе многих противников. Выбитый из Поволжья Барак укрепил свои позиции на востоке за счет своего бывшего покровителя Улугбека. В этот момент у Борака возникли подозрения относительно верности Мансура, и тот был казнен (1427 год).